# Ghetto de Riga
Le ghetto de Riga est une petite zone du quartier de Maskavas Forštate de Riga, où les nazis constituèrent en juillet 1941 un ghetto, dans lequel furent regroupés de force les Juifs de Lettonie, puis des Juifs déportés d’Allemagne.
La majeure partie de ses occupants a été assassinée les 30 novembre et 8 décembre 1941 lors du massacre de Rumbula, perpétré dans le cadre de la Shoah, qui fait 24 000 victimes juives.

## Création et évolution du ghetto
Le 21 juillet 1941, les autorités allemandes décident de concentrer les Juifs dans un ghetto ; tous les Juifs sont enregistrés et un Judenrat est mis en place, dont font partie des notables, comme Eljaschow, Blumenthal et Minsker. Impliqués au sein de l’Association des combattants de la liberté juifs lituaniens, ils espèrent que leur participation au Conseil leur permettra d’avoir une influence dans la négociation avec les autorités d’occupation. Les membres du conseil sont dotés d’un large brassard blanc avec une étoile de David bleue, brassard qui leur permet d’utiliser les trottoirs.
Le 23 octobre, ordre est donné aux Juifs de déménager à Maskavas Forštate, dans la banlieue de Riga, pour le 25, : près de 30 000 personnes sont concentrées sur une petite surface de 16 blocs.

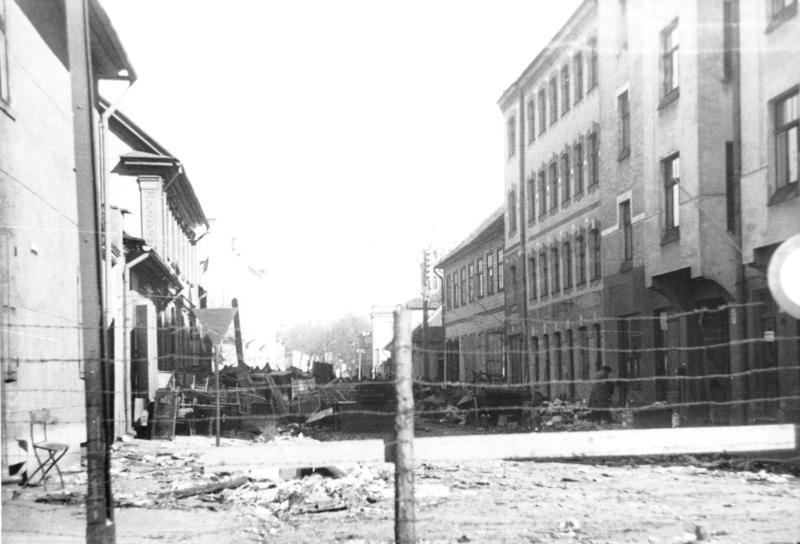
Aspect du ghetto en 1942.

Le ghetto est clôturé par une enceinte de barbelés ; toute personne qui s’en approche est abattue par les gardes lituaniens qui entourent le périmètre. Ces gardes, placés sous le commandement du chef de la police de Danzig, ouvrent également le feu au hasard pendant la nuit.
Les avoirs des Juifs déplacés dans le ghetto, qui ne peuvent y emporter que peu de choses, sont spoliés par les Allemands et gérés par une administration créée à cet effet, la Treuhandverwaltung, qui envoie vers l’Allemagne des trains entiers de biens confisqués. Les autorités allemandes ferment toutefois les yeux sur le vol d’objet de moindre valeur commis par les gardes lituaniens, considérant qu’il s’agit d’une compensation pour leur participation aux tueries, mais aussi par les Allemands eux-mêmes. Selon Ezergailis, le RSHA (Reichssicherheitshauptamt - Office central de la sécurité du Reich) accorde plus d’importance au meurtre des Juifs qu’à leur spoliation, alors que l’administration civile dirigée par Hinrich Lohse adopte une position inverse.
Après le massacre de Rumbula, la structure du ghetto est modifiée. Les juifs lituaniens survivants sont concentrés dans le « petit ghetto », divisé en deux zones, l’une pour les hommes et l’autre pour les femmes. À côté de ce petit ghetto est créé un ghetto pour les juifs déportés du Reich, le « ghetto allemand ».

## L'extermination
De nombreux juifs furent massacrés dans les forêts de Rumbula et Bikernieki dont la peintre allemande, Alice Haarburger. D'autres furent déportés dans des camps comme celui de Riga-Kaiserwald ou celui  de Salaspils.